# 竹林征三
竹林 征三（たけばやし せいぞう、1943年（昭和18年）- 2021年（令和3年）4月17日）は、日本の工学者。専門は土木工学。工学博士（技術工学）（1996年、京都大学にて取得）。
水資源工学（ダム）の専門家として、風土文化と調和を目指す「風土工学理論」を構築した。また、東日本大震災後「環境防災学理論」を体系化した。富士常葉大学名誉教授。

## 略歴
1967年（昭和42年）京都大学土木工学科卒業。1969年（昭和44年）に同大学院修士課程を修了して建設省に入省した。
琵琶湖工事事務所長、甲府工事事務所長等を経て、土木研究所でダム部長、環境部長、地質官を歴任して退官。「風土文化と調和する誇りうる地域づくりの方法論」として文理シナジーの独創的な風土工学理論を構築し、母校より工学博士号が授与された。風土工学の構築に関しては、科学技術庁長官賞や、建設部門の最優秀博士論文賞として前田工学賞の受賞等の評価を得た。
1997年（平成9年）に財団法人土木研究センター風土工学研究所長に就任。2000年（平成12年）の富士常葉大学設立とともに同大環境防災学部教授となり、同大附属の風土工学研究所所長に就任し、風土工学の学理のさらなる研磨進展を図ると共に、風土工学の普及・啓発のため、全国各地での各種講演活動を行っている。2007年（平成19年）から同大学院環境防災研究科教授、2010年（平成22年）に同大名誉教授。同年山口大学大学院理工学研究科講師となった。2011年（平成23年）風土工学デザイン研究所理事長。環境防災研究所所長。2012年（平成24年度、平成25年度）山口大学時間学研究所客員教授。2018年（平成30年）風土工学デザイン研究所会長。

## 年表
- 1967年 - 京都大学土木工学科卒業
- 1969年 - 京都大学大学院修士課程修了後、建設省に入省
- 1991年 - 建設省土木研究所ダム部長
- 1994年 - 建設省土木研究所環境部長
- 1996年 - 建設省土木研究所地質官
- 1997年 - 財団法人土木研究センター風土工学研究所長
- 2000年 - 富士常葉大学環境防災学部教授、附属風土工学研究所長
- 2007年 - 富士常葉大学大学院環境防災研究科教授
- 2010年 - 富士常葉大学名誉教授、山口大学大学院理工学研究科講師
- 2011年 - 風土工学デザイン研究所理事長・環境防災研究所 所長
- 2012年 - 2013年度 山口大学時間学研究所客員教授
- 2018年 - 風土工学デザイン研究所会長
- 2021年4月17日 - 逝去[要出典]

## 活動
風土工学の普及啓発活動として全国各地の風土調査を通じて誇りうる良好風土形成に資する風土工学デザインの普及啓発とともに、環境防災学の視座から「風土に刻された災害の宿命」等の講演活動を積極的に展開してきている。

## 主張
主張・今求められているのは『環境防災学』と『風土工学』の両輪の実学である。
「環境」と「防災」という2つの概念は互いに密接不可分な関係にあり、互いに補完し合わなければ健全な体系にならない宿命を背負っている。災害は最大の環境破壊である。その災害を減らそうとする防災は環境保全の最も重要な根幹をなすものである。従って、防災を考える時、望まれる環境形成さらには風土形成にいかに資するかという視点が最も重要である。土木の反省。土木は本来の土木・風土工学と環境防災学への回帰が求められている。

## 著編書
単著
- 『「甲斐路と富士川」―川をまもり・道を拓く―』 1995.10 土木学会、山梨会
- 『ダムのはなし』 1996 技報堂出版
- 『湖水の文化史』シリーズ第1巻 わが町の宝・湖水と花 1996.7 山海堂
- 『湖水の文化史』シリーズ第2巻 湖畔の散歩道 1996.8 山海堂
- 『湖水の文化史』シリーズ第3巻 湖畔に刻まれた歴史 1996.9 山海堂
- 『湖水の文化史』シリーズ第4巻 湖水誕生と文化 1996.10 山海堂
- 『湖水の文化史』シリーズ第5巻 地図に刻まれる湖水と堤 1996.11 山海堂
- 『風土工学序説』 1997 技報堂出版
- 『風土工学事始』 1997 土木学会山梨会
- 『東洋の智慧の環境学-環境と風土を考える新しい視点』 1998 ビジネス社
- 『湖国の水のみち』 1999 サンライズ出版
- 『続・ダムのはなし』 2004 技報堂出版
- 『風土工学の視座』 2006 技報堂出版
- 『県の輪郭は風土を語る-かたちと名前の四七話』 2009 技報堂出版
- 『ダムは本当に不要なのか-国家百年の計から見た真実』 2010 近代科学社
- 『環境防災学-文理シナジーの実学』 2011.8 技報堂出版
- 『ダムと堤防-治水・現場からの検証』 2011.9 鹿島出版会
- 『風土千年復興論』 2013.2 ツーワンライフ社
- 『風土工学への道』 2016.7 ツーワンライフ社
- 『風潮に見る風土』 2016.7 ツーワンライフ社
- 『風土工学誕生物語』 2016.8 ツーワンライフ社
- 『物語日本の治水史』2017.6.10 鹿島出版会
- 『環境五訓・風土五訓物語』2018.6.1 ツーワンライフ社

編著
- 『建設環境 技術士を目指して』（建設部門）第11巻1995.6 山海堂
- 『実務者のための「建設環境技術」』1995.7 山海堂
- 『自然になじむ山岳道路 ダム付替道路を事例として―』（編集委員長）1997.10 国土開発技術研究センター、山海堂
- 『最新地盤注入工法技術総覧 第2編 岩盤注入工法』（編集副委員長）1997.10 産業技術サービスセンター
- 『鋼製ゲート百選』 2000 技報堂出版
- 『風土工学への招待』 2000 山海堂
- 『風土と地域づくり-風土を見つめる感性を育む』 2003 ブレーン出版
- 『水門工学』 2004 技報堂出版
- 『市民環境工学 第3巻 風土工学』 2004 山海堂
- 『建設環境-技術士を目指して』 2009 理工図書
- 『技術士への道 専門科目』 2010 近代科学社

共著
- 『水土理の夢・未来 ―Water & Nature Art― ニューコンストラクションシリーズ第6巻』 1994.3 山海堂
- 『ダム・堰と湖水の景観』 1994.11 山海堂
- 『景観十年・風景百年・風土千年』 1997 蒼洋社
- 『環境共生ポケットブック』 1999 山海堂
- 『職人と匠』 2000 技報堂出版
- 『土工事ポケットブック』 2000.4 山海堂
- 『鬼かけっこ物語』 2002 岩手県北上市

共著（編纂）
- 『真名川ダムの工事誌』 1979 近畿地方建設局
- 『野洲川放水路工事誌』 1985 琵琶湖工事事務所
- 『治水の歴史をたずねて』琵琶湖湖水にまつわる散歩道 1985 琵琶湖工事事務所
- 『琵琶湖の恵み 瀬田川の流れ』琵琶湖 瀬田川を語る 1985 琵琶湖工事事務所
- 『土木研究所ダム部三十五周年誌』 1993 土木研究所ダム部

執筆分担
- 『ダム施工法 土木施工講座10巻』 1978.9 山海堂
- 『「土木工学ポケットブック」「第21編 ダム」』 1980.11 山海堂
- 『「ダム施工」新体系土木工学76』 1980.12 土木学会
- 『「RCD工法によるダム施工」「RCD工法技術指針案」「写真で見るRCD工法によるダム施工」』 1981.7 山海堂
- 『「多目的ダムの計画と調査」全建シリーズ第21巻』 1981.8 全日本建設技術協会
- 『「水源地対策便覧」（解説編）（資料編）』 1982.5 国土開発技術研究センター
- 『日本の河川 第11章 河川行政の今後の課題』 1982.12 （社）建設広報協議会
- 『最新土木工法事典 土木工法編集委員会』 1982.12 産業調査会
- 『コンクリートダムの細部技術』 1983.2 ダム技術センター
- 『工事災害と安全対策 新体系土木工学 別巻』 1983.12 土木学会
- 『ダム施工の実際 全建シリーズ第22巻』 1984.3 全日本建設技術協会
- 『ゲート総覧Ｉ （ダム技術の歴史）』 1987.11 ダム堰施設技術協会
- 『多目的ダムの建設 S62年全5巻 第1巻 計画行政編、第5巻 施工編』 1988.2 ダム技術センター
- 『土木工学ハンドブック第四版 第43章 河川、第63章 水資源システム』 1989.11 土木学会編、技報堂出版
- 『堰の設計』 1990.1 山海堂
- 『ゲート総覧Ⅱ（ゲートバルブ総論）』 1990.2 ダム堰施設技術協会
- 『湖沼工学』 1990.3 山海堂
- 『RCD工法の手引』 1990.6 日本ダム協会
- 『ダム堰施設技術基準』（第一次案） 1990.9 ダム堰施設技術協会
- 『ダムの景観設計―重力式コンクリートダム―』 1991.1 国土開発技術研究センター 山海堂
- 『現場技術者のための新版 ダム工事ポケットブック』 1991.4 山海堂
- 『魚道の設計』 1991.12 山海堂
- 『河川総合開発用語集』 1993.10 ダム技術センター
- 『初級 貯水池周辺のすべり調査と対策』 1995.9 山海堂、編集 国土開発技術センター
- 『改訂 ダム貯水池水質調査要領』 1996.2 ダム水源地環境整備センター、山海堂
- 『水文・水資源ハンドブック 水資源編』 1997.10 朝倉書店
- 『最新魚道の設計（魚道と関連施設）』 1998.6 信山社サイテック
- 『土木設計便覧 第25章 ダム』 1998.9 丸善
- 『加藤清正 築城と治水』 2006.5 冨山房インターナショナル
- 『富士山を知る辞典』 2012.5 日外アソシエーツ
- 『甲府文芸遊歩ーー甲府文芸講座集ーー』 2013.12 第28回国民文化祭甲府市実行委員会（p11執筆分担）
- 『谷川健一先生 追悼・神は細部に宿り給う』 2014.5.31 日本地名研究所 「風土工学に刻された遺徳に感謝」 p.165-169 竹林征三
- 『団地再生まちづくり5』水曜社2019.8．特別寄稿と論説

巻頭・序文
- 『美利河ダムの基礎処理』 1992 北海道開発局
- 『河流創造』治水史探訪 1993 出版文化社
- 『団地再生まちづくり5』水曜社2019．8巻頭序文

## 受賞
- 平成5年(1993) 7月3日 建設大臣研究業績表彰（「ダム・堰技術の高度化と水歴史文化に関する研究」）
- 平成9年(1997) 5月 ダム工学会論文賞
- 平成10年(1998) 4月15日 科学技術庁長官賞第1回科学技術普及啓発功績者（「地域環境に適した土木工学手法の確立とその普及啓発」）
- 平成10年(1998) 6月9日 前田工学賞 第5回年間優秀博士論文賞
- 平成10年(1998) 10月3日 埼玉県秩父市のループ橋の愛称名公募で最優秀賞（「雷電廿六木橋」）
- 平成14年(2002) 3月30日 北上市教育委員会創作民話最優秀賞（「鬼翔平物語」）
- 平成14年(2002) 1月 土木学会景観デザイン委員会デザイン賞優秀賞（中筋川ダム）
- 平成15年(2003) 5月27日 ダム工学会技術開発賞（引張ラジアルゲートの開発）
- 平成15年(2003) 7月10日 国土交通大臣建設功労者表彰
- 平成16年(2004) 9月9日 日本感性工学会賞出版賞（『風土と地域づくり-風土を見つめる感性を育む』）
- 平成17年(2005) 5月20日 ダム工学会著作賞（『ダムのはなし』『続ダムのはなし』）
- 平成18年(2006) 9月14日 日本感性工学会賞出版賞（『風土工学<市民環境工学シリーズ第3巻>』）
- 平成21年(2009) 11月16日 日本橋カルタ公募ルネッサンス特別賞
- 平成22年(2010) 9月11日 日本感性工学会出版著作賞アイデア賞（『県の輪郭は風土を語る-かたちと名前の四七話』）
- 平成23年(2011) 5月12日 ダム工学会出版賞（『ダムは本当に不要なのか』）
- 平成24年(2012) 3月17日 『山陰ジオパークかるた』入選
- 平成25年(2013) 6月1日 富士学会功労者表彰受賞
- 平成25年(2013) 7月19日 国土交通省近畿地方整備局大和川河川事務所『優良業務表彰・優良技術者表彰』を受賞
- 平成26年(2014) 4月29日 瑞宝小綬章を受章
- 平成26年(2014) 5月15日 ダム工学会功績者表彰
- 平成27年(2015) 7月7日 日本水大賞受賞

## 論文・研究報告
- (1)学位論文『風土資産を活かしたダム・堰及び水源地のデザイン計画に関する研究』京都大学工学部、平成8年8月
- (2)研究活動報告『風土工学だより』（風土工学デザイン研究所機関誌）に毎号連載中(平成13年10月第1号～平成30年8月第64号)
- (3)学会活動報告『風土工学研究』日本感性工学会・風土工学研究部会報に毎号連載中（平成12年7月第1号～平成30年9月第82号）
- (4)月刊誌『ダム日本』に「風土工学の視座と展開」と題して1999年8月号（658号）から平成30年9月まで19年以上 230回以上連載。2014年7月からは「環境防災学の視座と展開」とテーマを変えて連載中

## 役職
- 土木学会 岩盤力学委員会 委員
- 日本感性工学会理事・風土工学研究部会長
- 富士学会名誉顧問・元副会長
- 富士市都市計画審議会 会長（2000年から2004年まで2期）
- 静岡県事業認定審議会 会長（2002年から2012年まで5期）
- 国際日本文化研究センター 共同研究員（2005年から2011年）
- 日本ダム協会 ダムマイスター（2010年から）
- アイヌ地名研究会 顧問
- 矢作ダム水源地域ビジョン委員会 委員長
- 風土工学デザイン研究所 理事長・環境防災研究 所長